# Сражение при Сабана-Ларге
Сражение при Сабана-Ларге (исп. Batalla de Sabana Larga) — последнее и решающее сражение во время Доминиканской войны за независимость. 24 января 1856 года при Сабана-Ларге, возле Дахабона, доминиканские войска под командованием генерала Хуана Луиса Франко Бидо разгромили две дивизии гаитянской армии императора Фаустина I.
В середине января 1856 года основная часть доминиканской Северной армии (около 5500 человек) расположилась лагерем в укреплённом месте Таланкера, а остальная часть, около 1500 человек, на заставе Эль-Льяно, расположенной в 4-5 км южнее. Узнав, что две гаитянские дивизии прибыли на юго-запад саванны Хакуба, 22 января в 6 часов дня доминиканцы выдвинулись тремя колоннами. Первая заняла перевал Макабон, в 6-7 км к западу, а две другие разбили лагерь в соседней Сабана-Ларге, рядом с ручьем Макабон, в его нижнем течении. Ночью шел дождь, что делало невозможными боевые действия на следующий день.
В 7 утра 24 января, когда туман начал рассеиваться, гаитянская колонна под командованием генерала Кайемитта атаковала левый фланг доминиканцев на перевале Макабон и заставили его отступить на восток, то есть к исходному пункту. Бидо перебросил подкрепление в 500 человек, которое контратаковало и отбросило гаитянцев на юго-запад, до Ла-Сьенеги. Затем войска левого фланга двинулись к Сабана-Ларге.
В 9 утра другая гаитянская колонна, генерала Профетта, атаковала доминиканцев, дислоцированных в Сабана-Ларге. Доминиканцы замаскировали свои позиции и позволили гаитянам подойти как можно ближе. Затем их пушки открыли огонь картечью, а поднявшаяся пехота — ближним ружейным залпом. Гаитянцы в панике отступили на запад, к Серро-де-ла-Плата, где успели организовать на несколько часов сопротивление. С приходом сил левого фланга, ударивших на них с тыла, они были вынуждены бежать на свою территорию, преследуемые доминиканской кавалерией.
Победа при Сабана-Ларге положила конец гаитянскому вторжению на территорию Доминиканской Республики.